# Balester

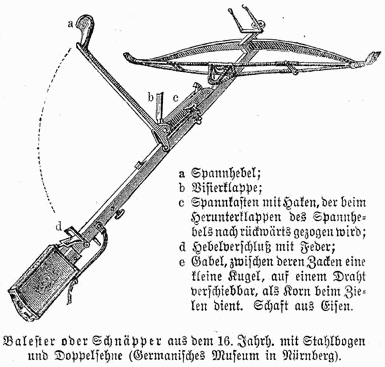
Balesterabbildung aus Meyers Konversationslexikon 1888

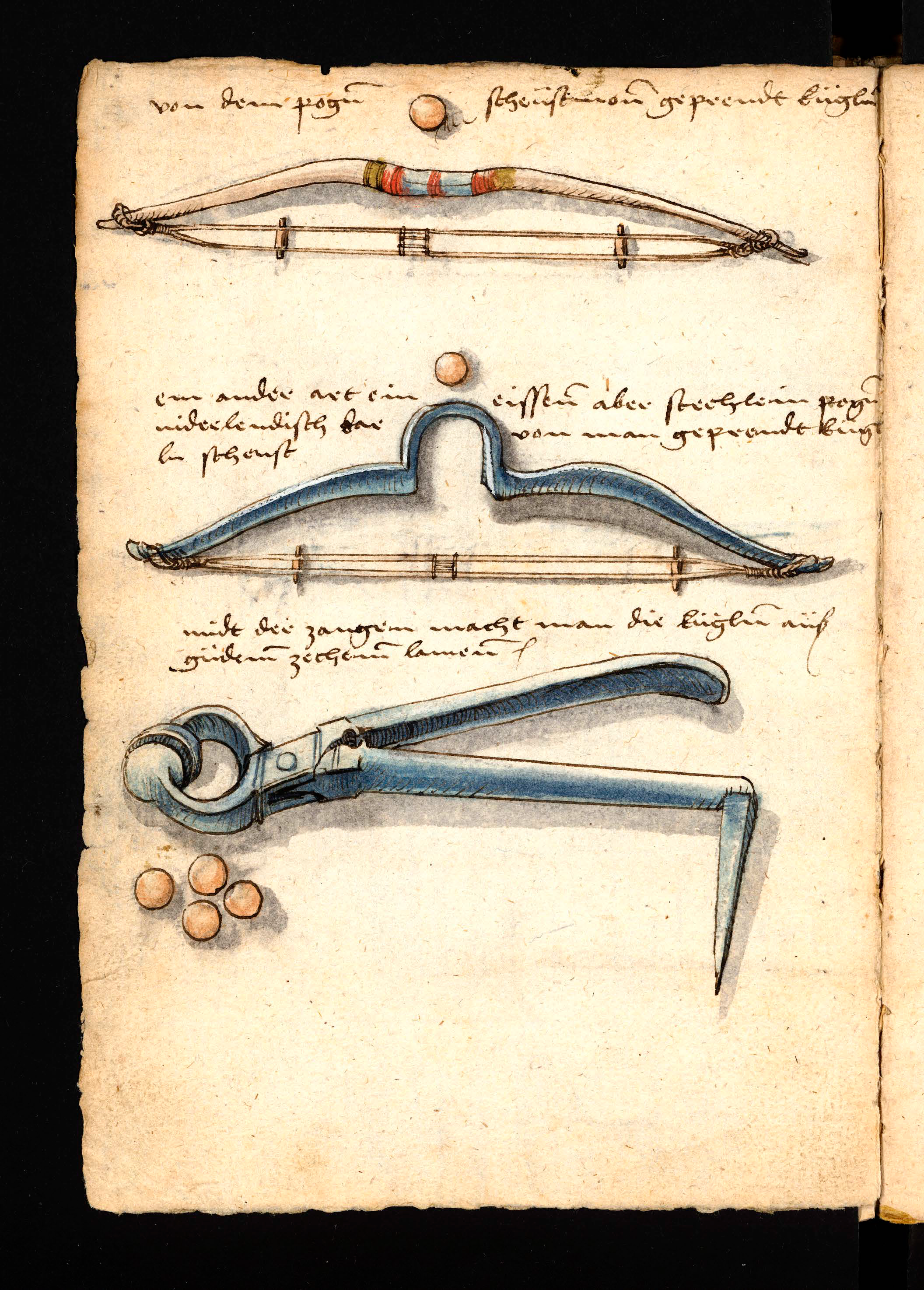
Zwei Schnäpper aus dem Löffelholz-Codex von 1505

Unter einem Balester (auch Kugelballäster, Schnepper, Vogelschnepper, Kugelschnäpper, Kugelarmbrust) versteht man eine mittelalterliche, leichte Armbrust, die vorwiegend für die Vogeljagd verwendet wurde. 

## Beschreibung
Im Gegensatz zur herkömmlichen Armbrust werden als Geschosse keine Bolzen, sondern Kugeln verwendet. Daher rührt auch die Bezeichnung Kugelarmbrust oder Kugelschnäpper.  Die zumeist für die Vogeljagd verwendeten Tonkugeln werden Schusser genannt.
Eine Version der Balester ist die Feuerarmbrust.